# Van der Graaf Generator-diszkográfia
Az alábbi lista a Van der Graaf Generator nevű angol progresszív rock együttes kiadványait sorolja fel. Az együttes 10 stúdióalbumot, 7 válogatásalbumot és 3 koncertalbumot jelentetett meg.
Albumai a Mercury Records, a Charisma Records, EMI, Virgin, Magnum, Alex, Band of Joy és a Fie! Records kiadók gondozásában jelentek meg.